# Hammond (New York)
Pour les articles homonymes, voir Hammond.
Ne doit pas être confondu avec Hammond (village, New York).
Hammond est une ville du comté de Saint Lawrence, dans l'État de New York, aux États-Unis,. En 2010, elle comptait une population de 1 191 habitants.

## Démographie
Lors du recensement de 2010, la ville comptait une population de 1 191 habitants, tandis qu'en 2016, elle est estimée à 11 164 habitants.